# قائمة المستشفيات في البحرين
هذه هي قائمة المستشفيات في البحرين.
- مستشفى البحرين الدولي[1]
- مستشفى البحرين التخصصي[2]
- المستشفى الألماني الامريكى التخصصي
- مستشفى الدكتور طارق
- مستشفى الخليج التخصصي للأسنان
- ستشفى ابن النفيس[3]
- مستشفى الحياة التخصصي
- مستشفى نور التخصصي
- مستشفى جراحات المسالك البولية و التجميل
- المستشفى الإيراني التخصصي
- مستشفى السيف للأسنان
- مستشفى الهلال[4]
- مستشفى بدر الربيع
- مستشفى البركة للخصوبة
- مستشفى روز للطب النفسي وعلاج الإدمان
- مستشفى الكندي التخصصي[5]
- المستشفى الألماني للعظام
- مستشفى المنامة لرعاية اليوم الواحد
- مستشفى الشرق الأوسط
- مستشفى البحرين للأطفال
- مستشفى حفاظ التخصصي للأسنان
- مستشفى الريان
- مستشفى السلام التخصصي
- مستشفى الطبيب التخصصي للأسنان
- مركز ابن الهيثم التخصصي للعيون والأذن
- مركز الخليج التخصصي للسكر[6]
- المركز التخصصي للإستشارات الطبية
- المركز التخصصي للأعشاب
- مركز الهلال الطبي التخصصي
- عيادة سار التخصصية للأسنان
- مجمع الدوحة التخصصي للأسنان
- مركز الدكتورة لمياء التخصصي لعلاج الأسنان
- مركز الشرف التخصصي للعظام والعمود الفقري
- مستشفى المدينة لطب الأسنان
- الكلية الملكية للجراحين في إيرلندا
- مستشفى الإرسالية الأمريكي
- مستشفى رويال البحرين[7]
- مجمع السلمانية الطبي
- مستشفى عوالي
- مستشفى الملك حمد الجامعي
- مركز الدكتور سليمان الحبيب الصحي
- مستشفى قوة دفاع البحرين